# خالد لولید
خالد لولید (انگلیسی: Khalled Loualid؛ زادهٔ ۳ مارس ۱۹۴۱) بازیکن فوتبال اهل تونس بود.
وی همچنین در تیم ملی فوتبال تونس بازی کرده‌است.